# Zentralrat der Serben
Der Zentralrat der Serben in Deutschland e. V. (ZSD) ist die Organisation der Serben in Deutschland mit Sitz in Berlin. Er wurde 2006 in Hamburg gegründet und ist Mitglied der Bundesarbeitsgemeinschaft der Immigrantenverbände in Deutschland e. V. Mitbegründer und erster gewählter Generalsekretär des Zentralrates der Serben war Dusan Nonkovic.
Vorsitzende ist seit 2008 die Hamburger Professorin Stojanka Aleksić.
Der stellvertretende Vorsitzende, Milan Čobanov, ist Mitglied im Integrationsbeirat der Beauftragten für Migration, Flüchtlinge und Integration Maria Böhmer.
Der nordrhein-westfälische Landesverband hat eine Organisation gegen die Unabhängigkeit des Kosovo organisiert.
Der hessische Landesverband, der Zentralrat der Serben in Hessen, wurde am 30. August 2008 in Frankfurt am Main gegründet. Da sich die serbischen Gemeinden im Rhein-Main-Gebiet konzentrieren, wo unter anderem auch eine große Serbisch-orthodoxe Kirchengemeinde der Kirchendiözese der Serbisch-orthodoxen Kirche für Deutschland ihren Sitz hat, konzentrieren sich die meisten Projekte des ZSH im Rhein-Main-Gebiet, so auch die Vereinsarbeit und die Veranstaltung „Kulturtage Serbien“ die jährlich in Frankfurt am Main stattfindet.